# Momento angular de la luz
El momento angular de la luz es un vector que representa y cuantifica la rotación del campo electromagnético que constituye la luz. Así, un haz de luz, mientras que de forma aproximada viaja en línea recta, puede también estar rotando sobre su propio eje de propagación. Esta rotación, que no es visible al ojo humano, se manifiesta a través de la interacción de los rayos de luz con la materia. El momento angular de la luz total —o de forma más general, de cualquier campo electromagnético y de otros campos de fuerzas— y de la materia se conserva con el transcurso del tiempo. Hay, de hecho, dos formas distintas de rotación de un haz de luz, una que involucra su propia polarización y otra que determina la forma de su frente de onda. Estas dos formas de rotación se relacionan con dos manifestaciones distintas del momento angular, el momento angular de espín de la luz (SAM) y el momento angular orbital de la luz (OAM).

## Introducción
Bien es sabido que la luz, o de forma más general los campos electromagnéticos, no solo transportan energía, sino también un momento, el cual es una característica propia de todo móvil en un movimiento de traslación. La existencia de este momento se pone de manifiesto en el fenómeno de “presión de radiación”, en el que un haz de luz transfiere su momento a un cuerpo absorbente o reflejante, generando una presión mecánica en el proceso.
Menos conocido es, sin embargo, el hecho de que la luz también transporta un momento angular, que es una propiedad de todos los objetos que experimentan un movimiento de rotación. Por ejemplo, un rayo de luz puede rotar sobre su propio eje de propagación mientras avanza en el espacio. De la misma manera, la existencia de este momento angular se pone de manifiesto al transferir ese momento a pequeñas partículas, las cuales son así sometidas a un momento angular.
En el caso de un rayo de luz, se pueden distinguir dos formas de rotación: la primera, asociada a la rotación de los campos eléctrico y magnético sobre la dirección de propagación; y la segunda, asociada a la rotación de la luz en torno al eje de propagación. Estas dos rotaciones se asocian con dos momentos angulares denominados momento angular de espín de la luz (SAM) y momento angular orbital de la luz (OAM). Sea como sea, esta distinción se vuelve difusa en rayos fuertemente enfocados o divergentes, y en el caso más general sólo se puede definir la cantidad total de momento de un rayo de luz. Un ejemplo importante en el que esta distinción es difusa o ambigua es la de un rayo de luz paraxial, que es un haz de luz colimado en el que todos los rayos de luz —o, de forma más precisa, todas los componentes de Fourier del campo electromagnético— solo presentan pequeñas desviaciones angulares respecto al eje de propagación.
En este caso, el momento angular de espín de la luz se relacione con su polarización, y en particular con la denominada polarización circular. El momento angular orbital de la luz se relaciona con la distribución espacial del campo, y en particular con la forma de un frente de onda helicoidal.
De forma adicional, si el origen de coordenadas está situado fuera del eje de propagación, aparece un tercer momento angular que se define como el producto vectorial de la posición del haz de luz y su momento total. Este tercer momento se denomina también “orbital”, porque depende de la distribución espacial del campo. Sin embargo, puesto que su existencia depende de la elección del origen de coordenadas, se denomina “momento angular orbital de la luz externo”, como contraposición del momento angular orbital de la luz interno.

## Expresión matemática del momento angular de la luz
Se suele usar la expresión del momento angular total de un campo electromagnético, en la que no hay una distinción explícita entre los dos momentos angulares especificados:
{\displaystyle \mathbf {J} =\epsilon _{0}\int \mathbf {r} \times \left(\mathbf {E} \times \mathbf {B} \right)d^{3}\mathbf {r} ,}
donde {\displaystyle \mathbf {E} } y {\displaystyle \mathbf {B} } son el campo eléctrico y magnético respectivamente, y {\displaystyle \epsilon _{0}} es la permitividad del vacío.
Otra expresión del momento angular se obtiene del teorema de Noether, que consta de dos términos diferenciados para el SAM y el OAM:
{\displaystyle \mathbf {J} =\epsilon _{0}\int \left(\mathbf {E} \times \mathbf {A} \right)d^{3}\mathbf {r} +\epsilon _{0}\sum _{i=x,y,z}\int \left({E^{i}}\left(\mathbf {r} \times \mathbf {\nabla } \right)A^{i}\right)d^{3}\mathbf {r} ,}
donde {\displaystyle \mathbf {A} } es el potencial vectorial electromagnético, y los símbolos con un superíndice i son las componentes vectoriales. 
Puede probarse que estas dos expresiones son equivalentes para cualquier campo electromagnético que se desvanezca lo suficientemente rápido en el espacio. Los dos términos de la segunda expresión son, sin embargo, muy difusos al no ser invariantes de gauge. Se puede obtener una versión invariante de gauge sustituyendo A y el campo magnético E con sus componentes radioactivas {\displaystyle \mathbf {A} _{\perp }} y {\displaystyle \mathbf {E} _{\perp }}, obteniendo así la expresión:
{\displaystyle \mathbf {J} _{\perp }=\epsilon _{0}\int \left({\mathbf {E} }_{\perp }\times \mathbf {A} _{\perp }\right)d^{3}\mathbf {r} +\epsilon _{0}\sum _{i=x,y}\int \left({E^{i}}_{\perp }\left(\mathbf {r} \times \mathbf {\nabla } \right)A_{\perp }^{i}\right)d^{3}\mathbf {r} .}
La justificación para este cambio no se ha ofrecido aún. Esta última expresión presenta otros problemas, como se puede mostrar que los dos términos no tienen el momento angular correcto al no obedecer a las reglas de conmutación cuánticas. Su suma, que es el momento angular total, da correcta.[cita requerida]
Una expresión equivalente pero más simple para una onda monocromática de frecuencia ω, usando notación compleja, es la siguiente:
{\displaystyle \mathbf {J} ={\frac {\epsilon _{0}}{2i\omega }}\int \left(\mathbf {E} ^{\ast }\times \mathbf {E} \right)d^{3}\mathbf {r} +{\frac {\epsilon _{0}}{2i\omega }}\sum _{i=x,y,z}\int \left({E^{i}}^{\ast }\left(\mathbf {r} \times \mathbf {\nabla } \right)E^{i}\right)d^{3}\mathbf {r} .}
Se considerará ahora un ángulo paraxial límite, con el rayo de luz coincidente con el eje de propagación z. En este límite, la única componente significativa del momento angular es la del eje z, que es la medida del momento angular del rayo de luz de rotación en torno a su propio eje, mientras que las otras dos componentes son despreciables.
{\displaystyle \mathbf {J} \approx {\frac {{\hat {z}}\epsilon _{0}}{2\omega }}\int \left(|{E}_{I}|^{2}-|{E}_{D}|^{2}\right)d^{3}\mathbf {r} +{\frac {{\hat {z}}\epsilon _{0}}{2i\omega }}\int \sum _{i=x,y,z}\left({E^{i}}^{\ast }{\frac {\partial }{\partial \phi }}E^{i}\right)d^{3}\mathbf {r} .}
donde {\displaystyle E_{I}} y {\displaystyle E_{D}} son las componentes de polarización izquierda e derecha respectivamente.

## Intercambio del momento angular de espín y el momento angular orbital con materia

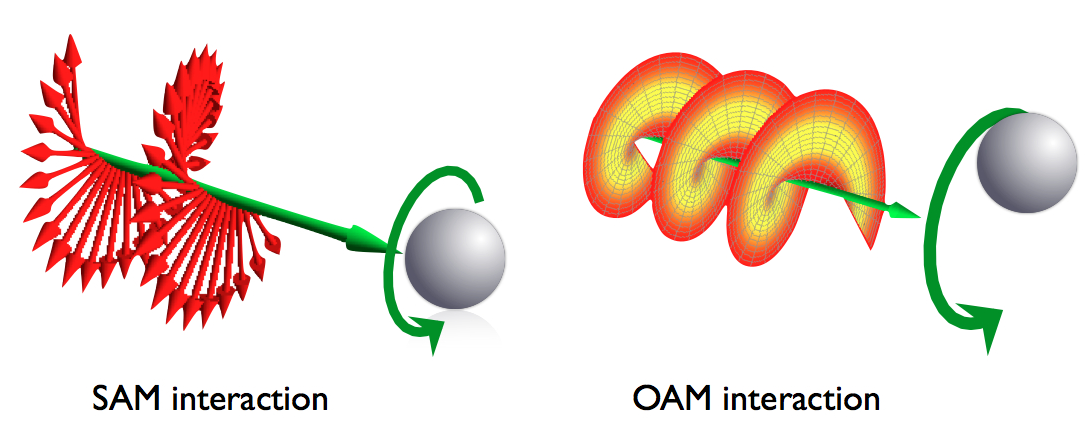
Interacción del momento angular de espín (SAM) y momento angular orbital (OAM) con la materia.

Cuando un haz de luz, con un momento angular no nulo, incide sobre una partícula absorbente, su momento angular puede transferirse a la partícula, provocando así un movimiento de rotación. Esto ocurre tanto con el SAM como con el OAM. Sin embargo, si la partícula no se encuentra en el centro del haz de luz, los momentos provocarán otro tipo de giro. El SAM provocará la rotación de la partícula sobre sí misma, pero el OAM, generará un movimiento de revolución en torno al eje de propagación. Estos procesos se ilustran en la figura anexa.
En el caso de un medio transparete, en el límite paraxial, el SAM óptico es casi equivalente con un sistema anisotrópico, como en los cristales birrefringentes. De hecho, se puede usar finas capas de estos cristales birrefringentes para manipular la polarización de la luz. Sea como sea, la polarización elíptica es cambiada, en el proceso, hay un intercambio de momento angular de espín entre la luz y el cristal. Si el cristal se mueve libremente, empezará al rotar al incidir la luz. Si no, el momento angular de espín se transfiere al objeto que lo sostenga o a la Tierra.

### Spiral Phase Plate (SPP)

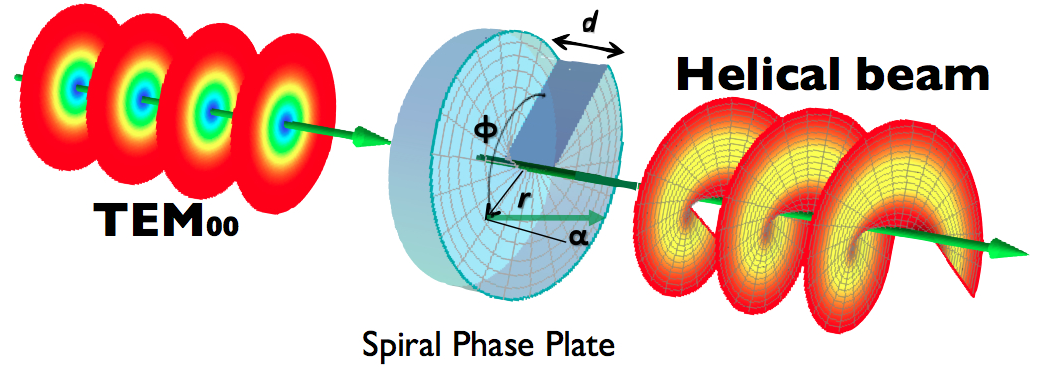
Esquema de generación del momento angular orbital de la luz con un spiral phase plate.

En el límite paraxial, el OAM del rayo de luz se puede cambiar con un material que tenga una distribución espacial trasversal heterogénea. Por ejemplo, un rayo de luz adquiere OAM al cruzar un spiral phase plate de anchura heterogénea como el de la figura.

### Pitch-Fork Hologram

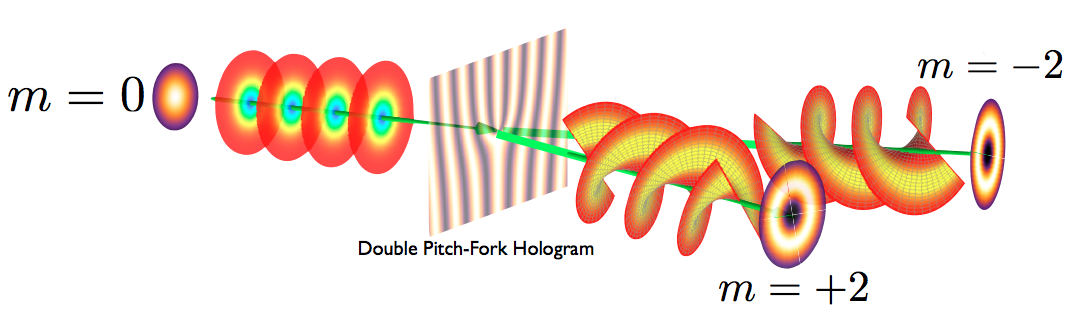
Esquema de generación del momento angular orbital de la luz (OAM) al partir de un rayo gaussiano.

Una manera más conveniente de generar OAM se basa en usar la difracción como en un fork o pitchfork hologram como el de la figura. Los hologramas también se pueden generar con el control de un computador usando un modulador espacial de luz.

### Q-Plate

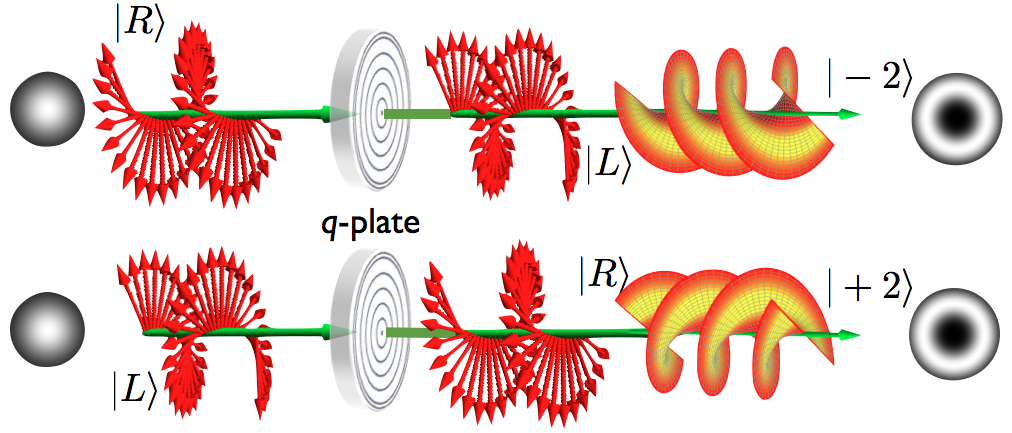
El efecto de una q-plate para la polarización levógira y dextrógira.

Otro método para generar OAM es el basado en el emparejamiento de SAM-OAM que ocurre en medios anisotrópicos y heterogéneos. En particular, el llamado q-plate es un dispositivo, fabricado con cristales líquidos, polímeros o rejillas, que generan OAM usando el cambio de signo del SAM. En este caso, el signo del OAM se controla con la polarización de entrada.

### Cylindrical mode converters

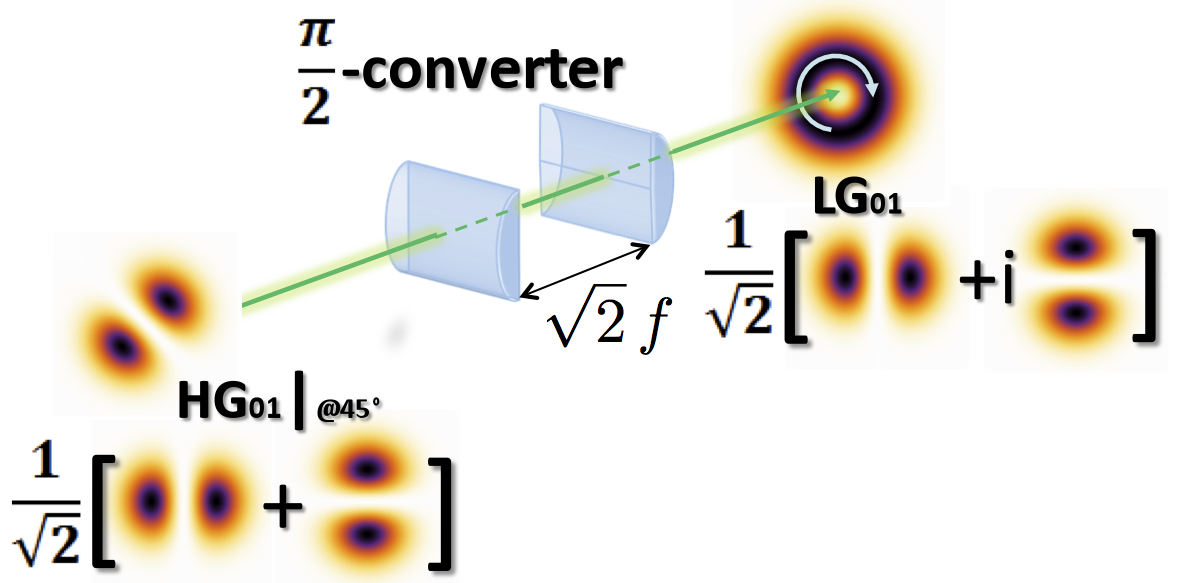
pi/2-cylindical mode converter transforma el modo HG en modo LG.

Para generar OAM también se puede convertir modos Hermítico-Gaussianos en modos Laguerre-Gaussianos usando un sistema astigmático con dos lentes dispuestas a una distancia determinada para introducir una fase entre los rayos Hermíticos-Gaussianos horizontal y vertical.

## Posibles aplicaciones del momento angular orbital de la luz
Las aplicaciones del momento angular de espín de la luz son despreciables comparados con el número de aplicaciones de la polarización de la luz. Las aplicaciones del momento angular orbital de la luz son, sin embargo, motivo de estudio en la actualidad. En particular, las siguientes ya se han aplicado en los laboratorios de investigación, aunque no se ha llegado a comercializar:
1. Manipulación de la orientación de partículas o partículas agregadas en pinzas ópticas[15]
2. Codificación de banda ancha en comunicaciones en el espacio[16]
3. Codificación de información cuántica de mayor dimensión, para aplicaciones criptográficas o computacionales cuánticas[17][18][19]
4. Detectores ópticos sensibles[20]